# Horst Heilmann (Maler)
Horst Heilmann (* 1944 in Kempten (Allgäu)) ist ein deutscher Kunstmaler.

## Leben
Horst Heilmann wuchs in Kempten (Allgäu) auf und besuchte dort das Humanistische Gymnasium (heute: Carl-von-Linde-Gymnasium Kempten). Horst Heilmann, der als Widerstandskämpfer 1942 in Berlin-Plötzensee hingerichtet wurde, war sein Onkel.
Horst Heilmann studierte von 1964 bis 1970 in Mannheim und an der Kunstakademie München. Von 1972 bis 2000 war er als Kunsterzieher am Allgäu-Gymnasium in Kempten (Allgäu) tätig.
Parallel zu seiner Lehrtätigkeit schuf er als Maler und Zeichner ein umfangreiches und vielfältiges Werk. Seine Gemälde und Grafiken finden sich in Sammlungen und Museen im Allgäu, werden aber auch international gezeigt. Auch nach seiner Pensionierung ist er künstlerisch tätig und mit seinen Bildern in zahlreichen Einzel- und Gruppenausstellungen vertreten.

## Auszeichnungen (Auswahl)
- 1981: Kunstpreis des Bezirks Schwaben
- 1985, 2002: Kunstpreis der Stadt Kempten (Allgäu)
- 2009: Kulturpreis der Rupert-Gabler-Stiftung, Obergünzburg.[1]

## Ausstellungen (Auswahl)
- 1990 im Hofgartensaal der Kemptener Residenz unter dem Titel "Arbeiten auf Papier" (Katalog)
- 1997 in der Schwaben-Akademie Irsee unter dem Titel "Licht" (Katalog)
- 2002 im Allgäu-Museum im Kornhaus, 32 Werke unter dem Titel "Kempten – Bilder einer Stadt"[2] (Katalog)
- 2005 im Künstlerhaus in Marktoberdorf eine Retrospektive
- 2007 in der Kunsthalle Kempten (Allgäu) "Gratwanderung" (Werke zwischen 2000 und 2006)[3]
- 2009 im Hofgartensaal der Residenz in Kempten (Allgäu)
- 2010 im Schwäbischen Volkskundemuseum Oberschönenfeld großformatige Acrylbilder zum Thema "Mensch – Raum – Landschaft"
- 2012 im Kloster Ottobeuren eine Ausstellung zum Thema "Kreuzigung"